# Шурманка
Шурманка — деревня в Кимрском районе Тверской области. Входит в состав Приволжского сельского поселения.

## География
Находится в юго-восточной части Тверской области на расстоянии приблизительно 14 км на северо-восток по прямой от районного центра города Кимры на правом берегу реки Хотча.

## История
Известна с 1775 года как деревня поручика П. П. Дохтурова с 9 дворами. В 1851 году было 10 дворов. В 1859 году здесь (деревня Калязинского уезда Тверской губернии) было учтено 9 дворов.

## Население
Численность населения: 52 человека (1775 год), 57 (1851), 64 (1859 год), 6 (русские 100 %) в 2002 году, 1 в 2010.